# Едвард Вільямс (веслувальник)
Едвард Вільямс (англ. Edward Williams; 20 липня 1888 — 12 серпня 1915) — британський академічний веслувальник.
Бронзовий призер Олімпійських Ігор 1908 року в складі вісімки.